# 熊蜂 (体育品牌)
熊蜂（德語：Hummel）是一家总部设于丹麦奥胡斯的体育用品公司。该企业是在1923年由德国的梅斯默（Messmer）家族在汉堡设立，1956年转由伯恩哈德·维肯布洛克接管，并搬迁至凯沃拉尔。至1975年，该公司被其丹麦的进口商所收购。熊蜂目前生产各类运动服饰（足球、橄榄球、五人制足球、手球、篮球、排球等）及鞋具。其标识是一个风格化的熊蜂，因德文即“熊蜂”之意。

## 贊助球隊
Hummel贊助的足球聯賽隊伍有：

- 英格蘭超級足球聯賽：
- 英格蘭足球冠軍聯賽：高雲地利
- 西班牙甲組足球聯賽：切爾達、貝迪斯
- 德國足球甲組聯賽：文達不來梅、科隆
- 阿根廷足球甲級聯賽：CA普拉坦斯
- 日本J1聯賽：大阪飛腳
- 新加坡超級足球聯賽：丹戎巴葛（自2025–26赛季起）